# 波方駅
波方駅（なみかたえき）は、愛媛県今治市波方町樋口にある四国旅客鉄道（JR四国）予讃線の駅である。駅番号はY42。

## 歴史
- 1960年（昭和35年）3月1日：国鉄によって開設[3][4]。旅客のみ取扱う駅員無配置駅[5]。
- 1987年（昭和62年）4月1日：国鉄分割民営化により、JR四国の駅となる[3]。
- 1990年（平成2年）11月14日：従来の駅から西に約100m移動[3][6]。行き違い設備を設置[1][6]。

## 駅構造
相対式ホーム2面2線を有する地上駅。無人駅。
1番線が上下本線（今治駅方制限速度100km/h、松山駅方制限速度120km/h）、2番線が上下副本線となっている一線スルーとなっている。停車列車も含め、上下線共行違いが無い場合は基本的に1番のりばを通行する。移設前は単式ホーム1面1線を有していた。駅構内で乗り場相互の移動が出来ない構造となっており、移動には少し離れた所にある踏切を使うことになる。

### のりば
| のりば | 路線    | 方向 | 行先                       |
| ------ | ------- | ---- | -------------------------- |
| 1・2   | ■予讃線 | 上り | 今治・伊予西条・高松方面   |
| 1・2   | ■予讃線 | 下り | 伊予北条・松山・伊予市方面 |

## 駅周辺
- 今治市役所波方支所
- 今治市立波方図書館

## 隣の駅
四国旅客鉄道（JR四国）
■予讃線
波止浜駅 (Y41) - 波方駅 (Y42) - 大西駅 (Y43)